# Rudolf Gundersen
Rudolf Gundersen (6. prosince 1879 Kristiania – 21. srpna 1946 Oslo) byl norský rychlobruslař.
V roce 1899 poprvé startoval na norském šampionátu, Mistrovství světa se premiérově zúčastnil v roce 1900. O rok později dosáhl na kontinentálním šampionátu svého prvního titulu mistra Evropy. Tento úspěch zopakoval i v letech 1904 a 1906. Po Mistrovství světa 1906 ukončil sportovní kariéru. V roce 1926 nastoupil ke dvěma veteránským závodům.